# M/S Veronica
M/S Veronica är en av Färjerederiets vägfärjor som trafikerar Gräsöleden, en allmän färjeled mellan Öregrund och Gräsö i Uppland.
M/S FÄRJA 61/291 byggdes 1972 på Kalmar varv AB och levererades samma år till Trafikverket. 1988 fick färjan officiellt namnet Fredrika. Mellan juni 1983 och maj 1984 byggdes färjan om Tenö varv, hon förlängdes, breddades och försågs med ny styrhytt, samt döptes om till Veronica. Mellan 2005 och 2014 insattes Veronica på Ekeröleden, och från hösten 2014 på Ljusteröleden.

## Rutter
- 1972 Öckerö-Lilla Varholmen
- April 1980-november 1981, Stenungsund-Almön
- 1981-juni 1993, Öregrund-Gräsö
- 2005 Jungfrusund-Slagsta
- April 2011-februari 2012 Slagsta-Tyska botten
- Februari 2012-april 2014 Öregrund-Gräsö
- April 2014 Jungfrusund-Slagsta
- Höst 2014 insatt på Ljusteröleden, Ljusterö-Östanå
- Höst 2019 insatt på Gräsöleden, sträckan Öregrund-Gräsö
- Höst 2023 insatt på Ljusteröleden Ljusterö-Östanå

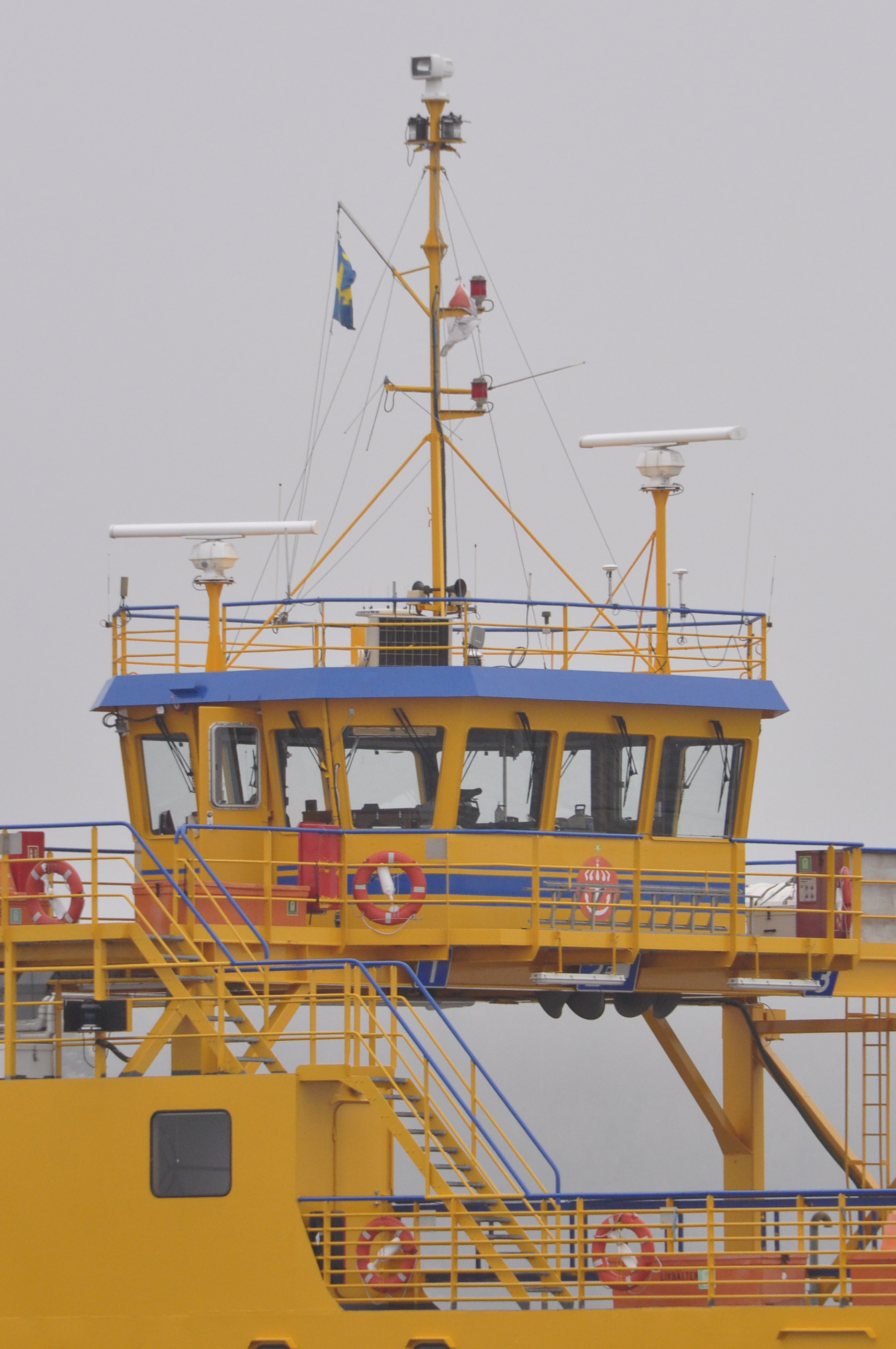
Veronicas kommandobrygga, 2014